# Ентоні Г'юїш
Ентоні Г'юїш (англ. Antony Hewish; 11 травня 1924, Фовей, Корнуолл, Англія — 13 вересня 2021) — англійський фізик-радіоастроном, член Лондонського королівського товариства. Лауреат Нобелівської премії з фізики 1974 року (спільно з Мартіном Райлом) «за піонерські дослідження в області радіофізики» і «за визначальну роль у відкритті пульсарів».

## Наукова біографія
Родився у місті Фовей (Корнуолл). Закінчив Кембриджський університет. У 1943—1946 перебував на військовій службі. З 1946 працює в Маллардській радіоастрономічної обсерваторії Кембриджського університету (з 1982-її директор), з 1951 також викладає в цьому університеті (з 1971 — професор радіоастрономії). З 1977 — також професор астрономії Королівського інституту Великої Британії.
Наукові роботи відносяться до радіоастрономії. У ранніх роботах досліджував вплив іоносферних неоднорідностей на проходження радіохвиль через іоносферу. У 1964 відкрив явище мерехтіння радіоджерел малих кутових розмірів при проходженні їхнього випромінювання через хмари плазми в міжпланетному просторі, особливо поблизу Сонця (характерний період мерехтінь — порядку 1 с); показав, як характеристики мерехтіння пов'язані з параметрами неоднорідностей міжпланетної плазми і з кутовими розмірами джерела, і використовував явище мерехтіння для вивчення сонячної корони і оцінки розмірів самих малих радіоджерел. У ході цих спостережень студентка Кембриджського університету Дж. Белл, яка працювала під керівництвом Г'юіша, в липні 1967 відкрила джерела пульсуючого радіовипромінювання; незабаром Г'юішем і його співробітниками були відкриті ще три подібних об'єкта, названі пульсарами (перше повідомлення про відкриття опубліковано 9 лютого 1968). Г'юїш показав позаземне походження виявленого радіовипромінювання і першим припустив, що воно пов'язане з нейтронними зорями; оцінив відстані до пульсарів за величиною дисперсії швидкості імпульсів в міжзоряному середовищі і показав, що вони розташовані у нашій Галактиці.

### Нагороди
- Нобелівська премія з фізики (1974, спільно з Мартіном Райлом),
- премія Гамільтона Кембриджського університету (1951),
- медаль Еддінгтона Лондонського королівського астрономічного товариства (1968),
- премія Ч. В. Бойза Британського фізичного інституту (1970),
- медалі Альберта Майкельсона Франкліновського інституту (1973),
- Медаль і премія Хольвека Французького фізичного товариства (1974),
- медаль Г'юза Лондонського королівського товариства (1977).